# Челик, Зеки
Мехме́т Зе́ки Чели́к (тур. Mehmet Zeki Çelik; родился 17 февраля 1997 года в Йылдырыме, Турция) — турецкий футболист, защитник клуба «Рома» и сборной Турции. Участник двух чемпионатов Европы (2020 и 2024.).

## Клубная карьера
Челик — воспитанник клуба «Бурсаспор». Летом 2015 года для получения игровой практики Мехмет был отдан в аренду в «Каракабей Бирликспор». 23 августа в матче против «Козан Биледиспора» он дебютировал в Третьей лиге Турции. Летом 2016 года Челик подписал контракт с «Истанбулспором». 3 сентября в матче против «Пендикспора» он дебютировал во Второй лиге Турции. По итогам сезона Челик помог клубу подняться дивизионом выше. 12 августа 2017 года в матче против «Эскишехирспора» он дебютировал в Первой лиге Турции. В этом же поединке Зеки забил свой первый гол за «Истанбулспор».
Летом 2018 года Челик перешёл во французский «Лилль», подписав контракт на 5 лет. Сумма трансфера составила 1 млн евро. 11 августа в матче против «Ренна» он дебютировал в Лиге 1.
Летом 2022 года Челик за 7 млн евро перешел в итальянскую «Рому».

## Международная карьера
В 2014 году в составе юношеской сборной Турции Челик принял участие в юношеском чемпионате Европы на Мальте. На турнире но сыграл в матче против команды Мальты.
5 июня 2018 года в товарищеском матче против сборной России Челик дебютировал за сборную Турции, заменив во втором тайме Шенера Озбайраклы.

## Достижения
«Лилль»
- Чемпион Франции: 2020/21

«Рома»
- Финалист Лиги Европы УЕФА: 2022/23